# Charles de Rochefort

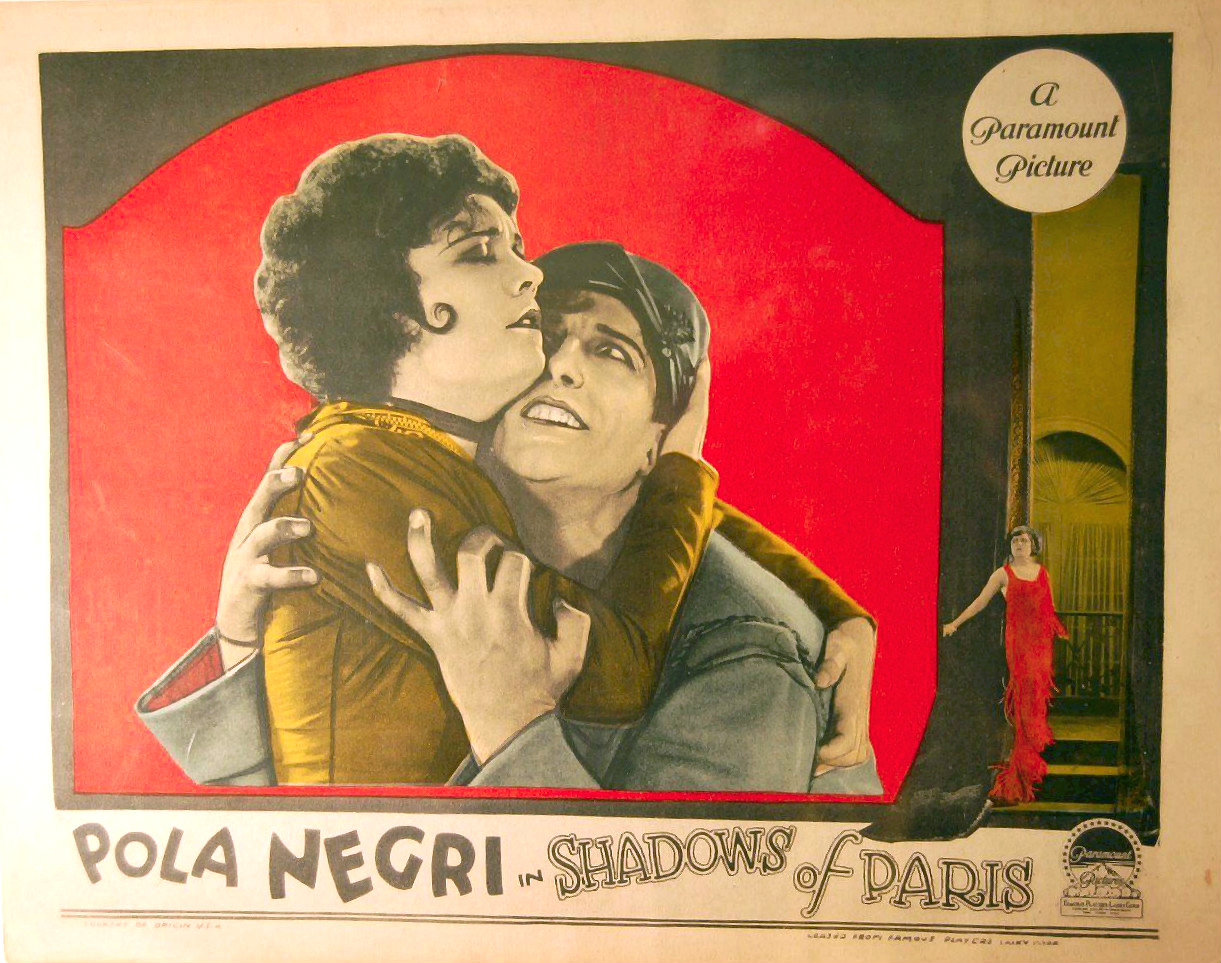
cartell de Shadows of Paris amb Pola Negri i Charles de Rochefort

Charles d'Authier de Rochefort, més conegut com a Charles de Rochefort (Portvendres, Rosselló, 7 de juliol de 1887- 8è districte de París, 31 de gener de 1952) fou un actor i realitzador francès que va ser una estrella del cinema mut.

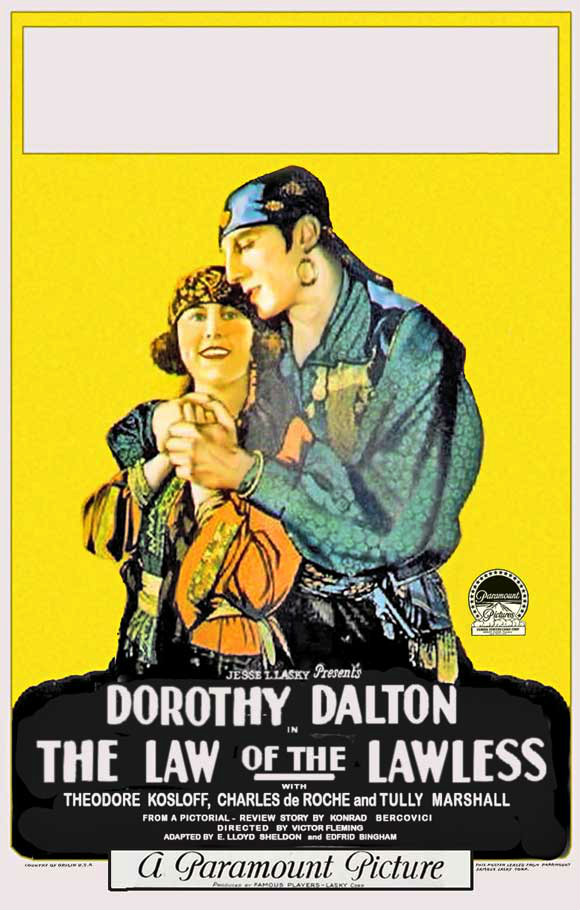
Cartell de The Law of the Lawless (1923)

## Biografia
Charles de Rochefort era fill de Paul-Charles-Dominique d'Authier de Rochefort (Mostaganem 1848 - Niça 1911), agent de la Compagnie Générale Transatlantique, i de Camille-Caroline-Rose-Félicité Guelfucci, domiciliats a Portvendres al moment del seu naixement.
Va estudiar a Orà en 1907, i aleshores va restar exempt del servei militar. La seva carrera com a actor va quedar interrompuda per la Primera Guerra Mundial. Classificat com a apte pel servei actiu pel Consell de Revisió del departament del Sena, en novembre de 1914, es va incorporar a la infanteria en març de 1915. Adscrit al 166è Regiment d'Infanteria,aviat fou nomenat caporal i poc després sergent. Fou citat a l'ordre de la brigada i condecorat amb la Creu de guerra per la seva actitud a l'inici de la batalla de Verdun, Charles de Rochefort est promu sotstinent en març de 1916. Desaparegut durant l'atc de Vermandovillers el 5 de setembre següent durant la batalla del Somme, fou fet presoner de guerra i internat al camp de Gütersloh. Repatriat sanitari via Suïssa en 1918, fou desmobilitzat en març de 1919.
Estrella del cinema mut, va treballar a França, als Estats Units i a Itàlia en una trentena de pel·lícules com a actor i en una dotzena d'altres com a realitzador. Treballà habitualment amb Max Linder, però també sota la direcció d'Abel Gance, Léonce Perret i Victor Fleming.
El seu paper més conegut fou el del faraó Ramsès II a la versió muda de The Ten Commandments realitzada oer Cecil B. DeMille en 1923.És acreditat sota el nom abreujat de Charles de Roche, sota el qual també apareix en diverses pel·lícules rodades entre 1923 i 1925.
El 1936 va deixar el cinema per passar al teatre, prenent la direcció del teatre Albert I a París, que es troba al 64 rue du Rocher, i canvia el nom del seu nom, théâtre Charles-de-Rochefort. Hi va representar nombrosos peces policíaques i de suspens com Allô, Police-secours escrita sota el pseudònim de Chas D. Strongstone.
De nou mobilitzat l'any 1939 i ascendit a la reserva del capità, fou ferit en 1940 ; la seva esposa Mary Grant pren aleshores la direcció de la sala, que es mantindrà fins a 1972 amb el seu fill Jean Dejoux.
Sota l'Ocupació, Charles de Rochefort va publicar amb l'ajut del periodista Pierre Andrieu un recull de records titulat Le Film de mes souvenirs, secrets de vedettes (Paris, Société parisienne d'édition, 1943, 239 p).

## Filmografia parcial

### Com a actor
- 1911: Max se marie de Max Linder
- 1911: Max et sa belle-mère de Max Linder
- 1912: La Vengeance de Licinius de Georges Denola
- 1912: La fin de Robespierre d'Albert Capellani
- 1912: Le Masque d'horreur d'Abel Gance
- 1912: Max cocher de fiacre de Max Linder
- 1912: Max boxeur par amour de Max Linder
- 1913: Le Duel de Max de Max Linder
- 1913: Max Linder pratique tous les sports de Max Linder : Willy, l'altre pretendent
- 1913: La rivalité de Max de Max Linder
- 1914: Max et le commissaire de Max Linder
- 1920: Marthe de Gaston Roudès
- 1920: L'empire des diamants de Léonce Perret: El jutge
- 1920: Fille du peuple de Camille de Morlhon: Rivière
- 1921: Gigolette d'Henri Pouctal: Georges de Margemont
- 1922: Le Roi de Camargue d'André Hugon: Renaud
- 1922: Le Diamant noir d'André Hugon
- 1922: L'homme qui pleure de Louis d'Hee i Louis de Verande
- 1922: Sous le soleil d'Espagne (The Spanish Jade) de John S. Robertson: Esteban
- 1922: L'Arlésienne d'André Antoine: Mitifio
- 1923: Notre-Dame-d'Amour d'André Hugon : Pastorel
- 1923: La faute des autres de Jacques Oliver: James Carle
- 1923: The Cheat de George Fitzmaurice: Claude Mace alias Prince Rao-Singh
- 1923: The Law of the Lawless de Victor Fleming: Costa
- 1923: The Ten Commandments de Cecil B. DeMille: Ramsès II
- 1923: The Marriage Maker de William C. de Mille: Sylvani
- 1923: La dame au ruban de velours de Giuseppe Guarino
- 1924: Mon homme (Shadows of Paris) de Herbert Brenon: Fernand
- 1924: La Princesse aux clowns de André Hugon : el clown
- 1924: La Phalène blanche de Maurice Tourneur: Gonzalo Montrez
- 1924: Love and Glory de Rupert Julian: Pierre Dupont
- 1925: Madame Sans-Gêne de Léonce Perret: Lefebvre
- 1930: Paramount on parade version francesa realitzada per ell mateix
- 1932: La Croix du sud d'André Hugon : Aftan

### Com a realitzador
- 1930: Une histoire de cirque (curt-metratge)
- 1930: Fausse Alerte (curt-metratge)
- 1930: Une femme a menti
- 1930: Le Secret du docteur
- 1930: Paramount en Parade (versió francesa)
- 1930: Parada Paramount (versió romanesa de Paramount on Parade) amb Pola Illéry
- 1930: Dorville chauffeur (curt-metratge)
- 1931: Trois cœurs qui s'enflamment (curt-metratge)
- 1931: Jour de noces (mig-metratge)
- 1931: Televisione (comèdia italiana)
- 1931: Par grande vitesse (curt-metratge)
- 1931: Soirée dansante (curt-metratge)
- 1931: Un bouquet de flirts (mig-metratge)

## Teatre

### Com a actor
- 1936: Allô, Police-secours de Chas D. Strongstone, posada en escena Charles de Rochefort, théâtre Charles-de-Rochefort
- 1937: L'Étrange Croisière d'Anne Mariel, posada en escena Charles de Rochefort, théâtre Charles-de-Rochefort
- 1942: La Tornade de Pierre Maudru, posada en escena Charles de Rochefort, théâtre Charles-de-Rochefort

### Com a realitzador
- 1938: Frénésie de Charles de Peyret-Chappuis, théâtre Charles-de-Rochefort
- 1946: Revivre de Jacques de Benac, théâtre Charles-de-Rochefort
- 1946: Créanciers d'August Strindberg, théâtre Charles-de-Rochefort